# Belluzaur
Belluzaur (Bellusaurus) – roślinożerny, czworonożny dinozaur z grupy zauropodów (Sauropoda) o bliżej niesprecyzowanej pozycji systematycznej. Przez niektórych jest zaliczany do rodziny euhelopów (Euhelopodidae). Mały zauropod spokrewniony z cetiozaurem.
Jego nazwa znaczy "piękny jaszczur".
Żył w epoce środkowej jury (ok. 180-159 mln lat temu) na terenach wschodniej Azji. 
Długość ciała do 5 m, wysokość ok. 1,8 m, a masa ok. 500 kg. Jego szczątki znaleziono w Chinach (w prowincji Syczuan).
Niewielki zauropod. Szczątki kilkunastu osobników znaleziono w kamieniołomie. Istnieją przypuszczenia, że mogą to być młodociane klamelizaury. Jak dotąd sklasyfikowano jeden gatunek belluzaura: Bellusaurus sui (Dong, 1990).

## Linki zewnętrzne

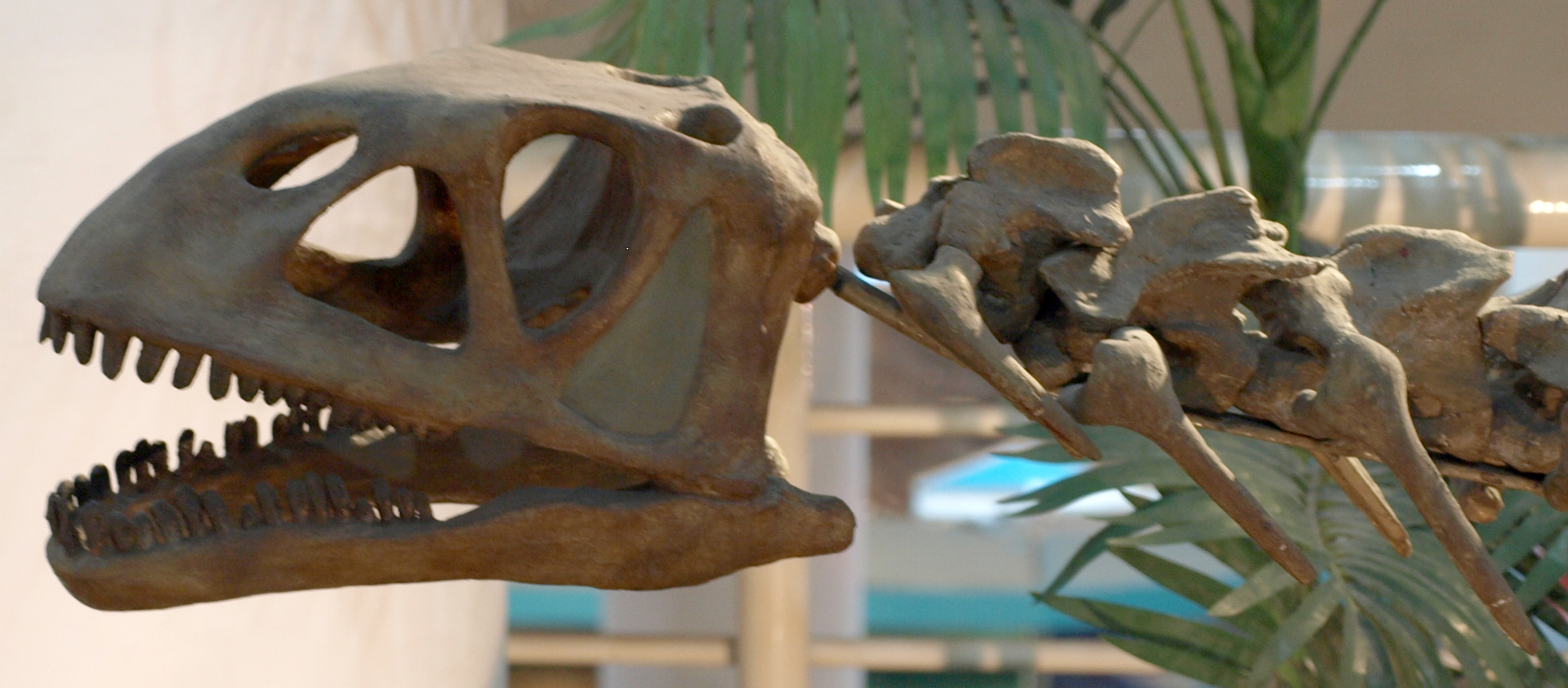
czaszka belluzaura (Muzeum Paleozoologiczne, Chiny)